# Rembert (Carolina del Sud)
Rembert és una concentració de població designada pel cens dels Estats Units a l'estat de Carolina del Sud. Segons el cens del 2000 tenia 406 habitants.

## Demografia
Segons el cens del 2000, Rembert tenia 406 habitants, 144 habitatges i 101 famílies. La densitat de població era de 35,5 habitants/km².
Dels 144 habitatges en un 32,6% hi vivien nens de menys de 18 anys, en un 37,5% hi vivien parelles casades, en un 25% dones solteres, i en un 29,2% no eren unitats familiars. En el 24,3% dels habitatges hi vivien persones soles el 6,9% de les quals corresponia a persones de 65 anys o més que vivien soles. El nombre mitjà de persones vivint en cada habitatge era de 2,82 i el nombre mitjà de persones que vivien en cada família era de 3,42.
Per edats la població es repartia de la següent manera: un 33,5% tenia menys de 18 anys, un 9,4% entre 18 i 24, un 26,6% entre 25 i 44, un 18,5% de 45 a 60 i un 12,1% 65 anys o més.
L'edat mediana era de 33 anys. Per cada 100 dones de 18 o més anys hi havia 75,3 homes.
La renda mediana per habitatge era de 18.958 $ i la renda mediana per família de 25.417 $. Els homes tenien una renda mediana de 19.911 $ mentre que les dones 16.875 $. La renda per capita de la població era de 9.528 $. Entorn del 26,5% de les famílies i el 30,8% de la població estaven per davall del llindar de pobresa.

## Poblacions més properes
El següent diagrama mostra les poblacions més properes.